# 포아이트 3
포아트 3(Poite 3)은 1931년에 프랑스에서 건축되고 비행된 일회용의 금속 투어링 비행기였다. 이 비행기는 연속으로 두 명이 탑승할 수 있는 구조였다.

## 설계 및 개발
포아트(S. Poite) 공장은 프랑스 항공기 제조업체들 사이에서 용접된 경량 금속 구조물, 특히 연료 탱크와 함께 본디안스키 20 등의 기체 프레임에 대한 전문 지식으로 잘 알려져 있었다. 포아트 3은 이 공장의 이름을 달고 있는 유일하게 알려진 비행기이다. 이 비행기는 M. 테타르(M. Tétart)가 디자인하였으며, 금속 비행기이다.
포아트 3은 저포먼스 비행기로, 삼부로 나뉜 저근접, 협력력 헬머와 함께 제작되었다. 트윈 스패 어로 된 이 날개는 높은 길이-폭 비율(10.8)을 가졌으며, 날개 중심 부분은 스팬의 약 1/4을 차지하는 직사각형이었고, 거의 삼각형 모양의 외부 패널은 가벼운 난도를 가지고 있었으며 두께가 줄어들어드는 형태이다. 이 외부 패널의 후부에는 에일러론이 있었는데, 이는 외부 패널의 약 1/2를 차지하고 안쪽으로 향할수록 코르드가 커지는 모습이다.
포아트 3의 기체는 세 부분으로 나뉘어 있었는데, 엔진 장착 부분이 앞쪽에 위치하고, 캐빈이 있는 중앙 부분, 그리고 꼬리를 지지하는 후방 부분으로 구성되어 있었다. 이들 부분은 쉽게 분리할 수 있었다. 이 비행기는 71 kW (95 hp) 르노 4 사이린더 업라이트 공기냉각 엔진으로 구동되었다. 이 엔진은 심한 곡선을 이룬 상부 페어링에 완전히 감싸여 있었는데, 이것은 전형적이지 않은 모습을 보여주었다. 엔진 페어링은 코크피트의 앞쪽 윈드스크린 프레임에 맞춰 높이가 일치하며, 엔진 페어링의 하부에는 공기 흡입구가 있었다. 응급 시 사용할 수 있는 연료 탱크는 엔진 뒤쪽에 위치했고, 그 뒤에는 풍부한 시설이 갖춰진 캐빈이 있었다. 캐빈 안에는 조종사와 탑승자가 편안하게 앉을 수 있는데, 조종사는 날개 위에 앉고 탑승자는 후방 모퉁이에 앉을 수 있었다. 캐빈은 긴 투명한 창문으로 이루어져 있는데, 후좌석 뒤쪽에는 긴 투명한 창이 있었으며, 이는 꼬리 부분에 가까이 끝났다. 각 좌석으로의 접근은 측면 문을 통해 이루어졌는데, 전방 좌석은 우측문을 통해, 후방 좌석은 좌측문을 통해 접근했으며, 문이 열리면 해당 지붕 패널도 동시에 열렸다. 비행 중에는 각각의 지붕 패널을 문과는 별도로 열어서 낙하산을 타고 탈출할 수 있도록 할 수 있었다. 대안으로 사용자들은 개방형 코크피트를 선택할 수도 있었다.
포아트 3의 후미 기체는 프로필에서 강하게 좁아지고, 깊이보다 넓게 끝났다. 높은 측면비를 가진 수평꼬리는 전체적으로 사다리꼴 모양이었고, 둥근 끝이었다. 이 꼬리는 후미 기체에 연결되어 있었다. 포아트 3의 핀은 키가 크고 좁았으며, 균형이 맞지 않는 세로 꼬리보다 좀 더 크기가 컸다. 세로 꼬리는 둥근 삼각형 프로필을 가지고 있었다. 러더는 엘리베이터를 벗어나 끝났는데, 엘리베이터도 균형이 맞지 않은 형태였다.
포아트 3은 고정식 꼬리 바퀴 착륙장치를 가졌는데, 이는 외부 날개 중앙 섹션에 장착되었고 2.40m (7ft 10in)의 트랙을 가졌다. 각 주바퀴 다리는 전면 스패에 거의 수직인 사각형 형태의 지지판을 기반으로 하고 있었는데, 이 지지판의 하부 모서리는 삼각판의 기저와 연결되어 있었고, 꼭지점은 후면 스패에 고정되어 있었다. 각 주바퀴 축은 지지판의 바닥에 힌지로 부착된 수평 U자형 프레임에 장착되어 있었는데, 그 안에는 고무 링 Weydert 충격 흡수기가 달린 삼각형 지지대가 있었다. 이 전체 구조물은 트라우저 형태의 페어링으로 둘러싸여 있었는데, 휠을 위한 전방의 반원 모양의 연장 부분이 있었다. 캐스터링식 꼬리 바퀴도 비슷한 충격 흡수기와 페어링을 가지고 있었다. 주 바퀴에는 독립적인 브레이크가 장착되어 있었다.
포아트 3은 공기역학적으로 깔끔한 비행기였다. 인공 유도 저항을 최소화하기 위해 높은 측면비 날개를 갖추고 있었다. 그 당시에는 동력 비행기로서는 높은 최대 추력 대 최대 저항 비율인 15.4의 값을 가졌다.
포아트 3은 1930년 8월 초에 마소(Massot) 조종으로 최초 비행을 시작했다. F-ALCZ로 등록된 프로토타입만 완성되었는데, 1931년 9월에는 다음 달에 개최된 관광기 비행기 공식 경기에 참가하기 위해 등록되었다. 그 이후의 참가 기록이나 개발 내용은 남아있지 않다.

## 명세서
Data from Les Ailes August 1931
일반 특성
- 승무원: One
- Capacity: One passenger
- 길이: 7.80 m (25 ft 7 in)
- Wingspan: 12.70 m (41 ft 8 in)
- 높이: 2.45 m (8 ft 0 in)
- 날개 면적: 15 m2 (160 ft2)
- Aspect ratio: 10.8
- 공허중량: 440 kg (970 lb)
- 전비중량: 750 kg (1,653 lb)
- 엔진: 1 × Renault 4P 4-cylinder air-cooled upright inline, 71 kW (95 hp)
- 프로펠러: 2-bladed Ratier, direct drive,metal

성능
- 최대속력: 200 km/h (124 mph; 108 kn)
- 순항속도: 180 km/h (112 mph; 97 kn)
- 항속거리: 820 km (510 mi; 443 nmi)
- 실용상승한도: 6,600 m (21,654 ft) absolute
- 상승률: 5.25 m/s (1,033 ft/min)
- Lift-to-drag: 15.4
- Landing speed: 78 km/h (48 mph; 42 kn)

- 조정원: 1명
- 탑승 정원: 승객 1인
- 길이: 7.80 m (25 ft 7 in)
- 날개 길이: 12.70 m (41 ft 8 in)
- 높이: 2.45 m (8 ft 0 in)
- 날개 면적: 15 m2 (160 sq ft)
- 종횡비: 10.8
- 무게: 440 kg (970 lb)
- 최대무게: 750 kg (1,653 lb)
- 동력원: 1 × Renault 4P 4-cylinder air-cooled upright inline, 71 kW (95 hp)
- 프로펠러: 2-bladed Ratier, direct drive,metal

성능
- 최대속도: 200 km/h (120 mph, 110 kn)
- 크루즈 속도: 180 km/h (110 mph, 97 kn)
- 비행 거리: 820 km (510 mi, 440 nmi)
- 최고비행고도: 6,600 m (21,700 ft) 절대고도
- 상승률: 5.25 m/s (1,033 ft/min)
- 양력 대 저항비: 15.4
- 착륙 속도: 78 km/h (48 mph; 42 kn)